# روبرت إدوارد ويليام مايرز
روبرت إدوارد ويليام مايرز هو سياسي كندي، ولد في 14 يناير 1947، وتوفي في 28 يناير 2008. حزبياً، نشط في حزب ساسكاتشوان المحافظ التقدمي. وقد انتخب عضو المجلس التشريعي من ساسكاتشوان.